# Списак познатих Албанаца
Списак познатих Албанаца састоји се од људи који су Албанци или имају албанско порекло:
- Лека Дукађин (1410–1481), албански кнез који се борио против Османског царства, познат по свом законику.
- Андрија Алеши (1425 — 1505), архитекта и вајар, значајан за Хрватску такође.
- Петар Богдани (1630 — 1689), најоригиналнији аутор ране албанске књижевности, по сопственом писању српског порекла.
- Мухамед Али-паша (1769 — 1849), валија Египта и Судана, сматра се оснивачем модерног Египта.[1]
- Коле Идромено (1860 — 1939), сликар, вајар, архитекта, фотограф, сниматељ, композитор и инжењер.
- Александар Моисиу (1879 — 1935), аустријски глумац албанског порекла.
- Теофан Ноли, познатији као Фан Ноли (1882–1965), оснивач Албанске православне цркве.
- Енвер Хоџа (1908 — 1985), вођа Народне Републике Албаније.
- Мајка Тереза (1910 — 1997) (отац Цинцар, мајка Албанка) добитница Нобелове награде и беатификована часна сестра
- Јосиф Папамихали (1912 — 1948), мученик католичке цркве и убијен за време комунистичке диктатуре.
- Рамиз Садику (1915 — 1943), народни херој Југославије.
- Мухамед Насирудин ал-Албани (1914–1999) утицајни исламски теолог.
- Стерјо Спасе (1914 — 1989), македонски писац албанског порекла,
- Абдурахман Шаља (1922 – 1994), глумац и редитељ,
- Фехми Агани (1932 – 1999), социолог и политичар,
- Илинден Спасе (1934), македонски писац албанског порекла
- Ферид Мурад (1936), амерички доктор и фармаколог, албанског порекла, добитник Нобелове награде.
- Беким Фехмију (1936 — 2010), познати југословенски глумац албанске народности
- Џозеф Диогарди (1940), амерички сенатор албанско-италијанског порекла и вођа албанско-америчке грађанске лиге.
- Ибрахим Ругова (1944 — 2006), интелектуалац и политичар, први председник Демократске лиге Косова.
- Азем Власи (1948), косовски политичар и некадашњи вођа Савеза комуниста Косова.
- Џон (1949) и Џејмс Белуши (1954), амерички глумци албанског порекла.
- Фатмир Сејдију (1951), председник самопроглашеног Косова.
- Ардиан Клоси (1957 — 2012), интелектуалац, писац, преводилац и активиста.
- Хашим Тачи (1968), премијер самопроглашеног Косова.
- Ана Окса (1961), италијанска певачица албанског порекла.
- Рамиз Хајдељи (1943), српско-албански трубач
- Фаљи Рамадани (1969), српски фудбалски агент албанског порекла
- Биби Рекса, рођена као Блета Реџа (1989), америчка певачица, текстописац и музички продуцент
- Рита Ора (1990), британска певачица, текстописац и глумица
- Ава Макс (1994), америчка певачица и текстописац
- Дуа Липа (1995), британска певачица, текстописац и модел